# Flowery Branch (Géorgie)
Flowery Branch est une ville américaine située dans le comté de Hall, en Géorgie. Selon le recensement de 2020, sa population est de 9 391 habitants.